# Pipolin les gaies images
Pipolin - les gaies Images è un mensile illustrato per bambini dai 6 ai 9 anni, pubblicato nel 1957 da Éditions Vaillant. La rivista illustrata va collocata tra Roudoudou e Riquiqui, destinata ai giovanissimi, e Vaillant e il giornale di Pif Gadget, per i più grandi. Il mensile è apparso in edicola solo perr 72 numeri tra il 1957 e il 1963. Le Éditions Vaillant, nel 1963, decisero di sostituirla con la nuova rivista illustrata Pat et Chou.

## Autori
L'autore principale della rivista è il fumettista portoghese Eduardo Teixeira Coelho, che crea l'eroe del titolo: Pipolin, un elfo dispettoso. È accompagnato da due bambini: Nouche, la ragazza, e Jo, il ragazzo. Le avventure di Pipolin non sono fumetti ma storie illustrate. Gilda Teixeira Coelho, moglie dell'autore, svolge un ruolo importante nella stesura delle storie.
Molti autori di Vaillant come Jean Trubert, René Moreu, Marcel Tillard, Jean Ollivier, Max Brunel o José Cabrero Arnal, ma anche autori di letteratura per ragazzi e poeti come Luda Schnitzer, Madeleine Riffaud, Pierre Gamarra, Andrée Clair, Robert Desnos, Natha Caputo o Pierre Menanteau.

## Serie
- Fifine e Fonfon, di José Cabrero Arna
- Pipolin (serie), di Gilda Teixeira Coelho e Luda Schnitzer (testo) e Eduardo Teixeira Coelho (disegno)
- Pipsi, di Friedl Hofbauer (testo) e Susi Weigel (disegno)
- Riquiqui, di René Moreu
- Roudoudou, di José Cabrero Arnal

## Prodotti derivati
- Figure in lattice di pipolin[5], Ex.In.Co, fine anni '50
  - Pipolin
  - Vola
  - Jo

- Appendiabiti Pif e Pipolin, L'Humanité, fine anni '50

- Pellicola fissa a colori Pipolin, Vaillant

- Diploma Pipolin, Vaillant, 1959 (o prima?)

- Pipolin s'anime, supplemento a Pipolin n. 14, 1958 (disponibile anche come supplemento a Roudou n. 101, 1959).

- Dischi flessibili, 45t, Les Éditions Spéciales Sonores, 1959[6]
  - Pipolin voyage, ESS I
  - Pipolin e il circo, ESS IV

- Buvard Pipolin[5], Vaillant, 1960.

- Cappello da spiaggia di Pipolin[5], Vaillant, 1960.

- Cartolina postale Pipolin[7], servizio abbonamenti Vaillant, 1962 (?).